# Christian Giménez (ur. 1974)
Christian Eduardo Giménez (ur. 13 listopada 1974 w Buenos Aires), argentyński piłkarz występujący na pozycji napastnika. Od lata 2010 jest wolnym zawodnikiem. Posiada także obywatelstwo włoskie.
Zawodnik w swojej karierze grał takich klubach jak: San Miguel, Boca Juniors, Nueva Chicago, FC Basel, FC Lugano, Olympique Marsylia, Hertha BSC, Deportivo Toluca, Skoda Ksanti, FC Locarno i Chacarita Juniors. Największe sukcesy odnosił w FC Basel, gdy trzykrotnie został mistrzem kraju i dwukrotnie zdobył Puchar Szwajcarii. Trzykrotnie w swojej karierze został królem strzelców ligi szwajcarskiej.